# Budzyń (gemeente)
De gemeente Budzyń is een landgemeente in het Poolse woiwodschap Groot-Polen, in powiat Chodzieski.
De zetel van de gemeente is in Budzyń.
Op 30 juni 2004 telde de gemeente 8199 inwoners.

## Oppervlakte gegevens
In 2002 bedroeg de totale oppervlakte van gemeente Budzyń 207,61 km², waarvan:
- agrarisch gebied: 59%
- bossen: 36%

De gemeente beslaat 30,5% van de totale oppervlakte van de powiat.

## Demografie
Stand op 30 juni 2004:
| Omschrijving                   | Totaal | Totaal | Vrouwen | Vrouwen | Mannen | Mannen |
| ------------------------------ | ------ | ------ | ------- | ------- | ------ | ------ |
| eenheid                        | aantal | %      | aantal  | %       | aantal | %      |
| inwoners                       | 8199   | 100    | 4057    | 49,5    | 4142   | 50,5   |
| bevolkingsdichtheid (inw./km²) | 39,5   | 39,5   | 19,5    | 19,5    | 20     | 20     |

In 2002 bedroeg het gemiddelde inkomen per inwoner 1318,49 zł.

## Administratieve plaatsen (sołectwo)
Brzekiniec, Budzyń, Bukowiec, Dziewoklucz, Grabówka, Kąkolewice, Nowe Brzeźno, Ostrówki, Podstolice, Prosna, Sokołowo Budzyńskie, Wyszynki, Wyszyny.
Zonder de status sołectwo : Niewiemko, Nowawieś Wyszyńska, Popielno.

## Aangrenzende gemeenten
Chodzież, Czarnków, Margonin, Rogoźno, Ryczywół, Wągrowiec

Stad- en landgemeenten:
Margonin · Szamocin

Landgemeenten:
Budzyń · Chodzież (regeringsplaats)